# Levice (Slovacchia)
Levice (in ungherese Léva, in tedesco Lewenz, pronuncia Levizze) è una città della Slovacchia, capoluogo del distretto omonimo, nella regione di Nitra. È sede di una delle più grandi fiere della Slovacchia.

## Geografia fisica

### Territorio
La città sorge in prossimità del fiume Hron, affluente del Danubio, in un territorio prevalentemente pianeggiante a ridosso di una collina di Riolite sfruttata in tempi passati per l'estrazione mineraria.

### Clima
Il clima è di carattere continentale, freddo d'inverno, con piogge modeste ed estati molto calde; sebbene rientri nel gruppo Cfb della classificazione dei climi di Köppen, la sua temperatura media a gennaio supera di poco il limite minimo di -3°, raggiungendo i -2,2°.

## Origini del nome
Il nome Levice letteralmente significa in italiano "leonesse", ma l'origine del nome risale nel 1156 quando l'arcivescovo Martinius benedisse la città col nome del villaggio vicino Leua, ad oggi chiamato Staré Levice (vecchia Levice).

## Storia
L'indizio più antico di un centro abitato nel territorio, dove sorge la moderna città, risale a un documento del XIV secolo che cita che l'arcivescovo Martinus fece benedire nel 1156 la chiesa costruita a Brata, piccolo quartiere di cui ormai non è rimasto nulla.
Alla fine del XIII secolo venne costruito un castello per la difesa del territorio, e nei pressi del castello si sviluppò un nuovo quartiere chiamato Grande Levice o Nuova Levice, che si espanse fino ai giorni nostri e da cui ebbe origine il nome.
Attaccata per la prima volta dai turchi nel 1544, la città fu data alle fiamme mentre il castello rimase illeso. Tra il 1581 e il 1589, l'insediamento fu sede del Capitanato della Bassa Ungheria. La città fu tenuta dai turchi per due decenni dal 1663 al 1685. Sotto l'amministrazione ottomana Leva fu il centro di un sangiaccato, che faceva parte dell'eyalet di Uyvar.
Il dominio ottomano terminò nell'estate del 1685, quando l'esercito imperiale austriaco guidato dal generale de Souches conquistò un'importante vittoria nella battaglia di Levice, avvenuta sotto il castello della città.
Nella seconda metà del XVIII secolo avvenne un grosso boom demografico dovuto principalmente a due investitori austriaci, Leidenfrost e Schöeller, i quali costruirono infrastrutture, attività produttive a abitazioni per i lavoratori, tra cui le dodici vie chiamate tutt'oggi con il loro numero ordinario (prima via, seconda via, ecc.). Vennero costruiti in particolare mulini e distillerie.

## Monumenti e luoghi d'interesse

### Castello

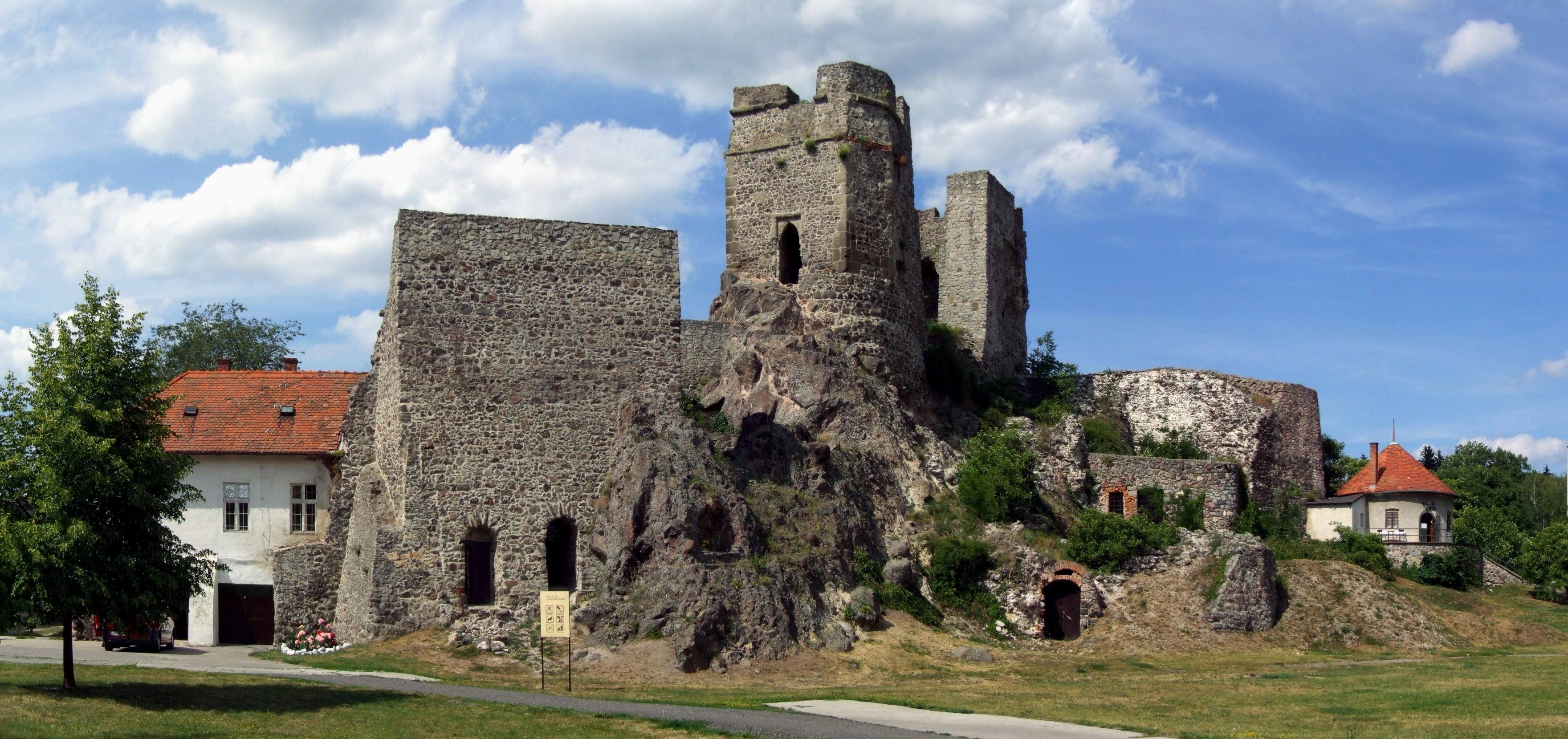
Castello di Levice

Il Castello di Levice risale al XIII secolo ed è stato costruito in stile gotico. Fa parte dei patrimoni culturali nazionali slovacchi protetti ed è adibito a museo, sebbene non utilizzato.

### Chiesa di San Michele Arcangelo
La chiesa di San Michele Arcangelo è un edificio edificato in stile neoclassico, risalente al XVIII secolo. La chiesa è tutelata come patrimonio nazionale dal 1963.